# دیگو گامبال
دیگو گامبال (انگلیسی: Diego Gambale؛ زادهٔ ۹ نوامبر ۱۹۹۸) بازیکن فوتبال اهل ایتالیا است.